# Scinax perereca
Scinax perereca és una espècie de granota que es troba a l'Argentina, el Brasil i Paraguai.